# Underground 15
Underground 15 è il diciannovesimo EP del gruppo musicale statunitense Linkin Park, pubblicato il 25 novembre 2015 dalla Machine Shop Recordings.

## Descrizione
Quindicesimo EP pubblicato dal fan club ufficiale del gruppo, LP Underground, Underground 15 contiene sei demo inedite composte tra il 1998 e il 2011.
Contemporaneamente alla pubblicazione dell'EP, il gruppo ha rivelato l'intenzione di pubblicare ulteriori sei brani per il solo download digitale (anziché includerli nell'edizione CD) a cadenza bimensile. Essi sono TooLeGit (2010 Demo), Grudgematch (2009 Demo), Hurry (1999 Demo), Grr (1999 Demo), Attached (2003 Demo) e Chair (1999 Part of Me Demo).

## Tracce
Testi e musiche dei Linkin Park.
1. Animals (2011 Demo) – 2:57
2. Basil (2008 Demo) – 0:49
3. Pods 1 of 3 (1998 Demo) – 1:33
4. Pods 2 of 3 (1998 Demo) – 1:56
5. Pods 3 of 3 (1998 Demo) – 2:38
6. Chance of Rain (2006 Demo) – 3:58

## Formazione
Hanno partecipato alle registrazioni, secondo le note di copertina:
Gruppo
- Chester Bennington – voce (traccia 6)
- Mike Shinoda – rapping (tracce 1 e 2), tastiera, chitarra, campionatore
- Brad Delson – chitarra
- Phoenix – basso
- Rob Bourdon – batteria, percussioni
- Joe Hahn – campionatore, giradischi

Produzione
- Rick Rubin – produzione (tracce 1, 2 e 6)
- Mike Shinoda – produzione, missaggio
- Mike Bozzi – mastering